# Serrasalmus auriventris
Serrasalmus auriventris är en fiskart som först beskrevs av Burmeister, 1861.  Serrasalmus auriventris ingår i släktet Serrasalmus och familjen Characidae. Inga underarter finns listade i Catalogue of Life.